# Masné krámy (Rokycany)
Bývalé masné krámy v historickém jádru Rokycan se nacházejí poblíž hlavního Masarykova náměstí a děkanského kostela Panny Marie Sněžné ve Smetanově ulici. Od 3. května 1958 je objekt chráněn jako kulturní památka.

## Historie
Volně stojící jednopodlažní budova masných krámů, náležících rokycanskému mešťanstvu, je poprvé připomínána roku 1460 v dochované prodejní smlouvě mezi Janem ze Švamberka a Bartlem Šackem. Během velkého požáru města vyhořely roku 1784 i masné krámy, jež byly později v 19. století klasicistně obnoveny. Z této přestavby pocházejí slepé pilířové arkády. Během 20. století však chátraly, a proto se v roce 1974 uvažovalo o jejich přestavbě na maloobchodní prodejnu. Z tohoto plánu nakonec sešlo. Po revoluci byly soukromým majitelem citlivě zrekonstruovány.